# Pseudoligostigma boliviensis
Pseudoligostigma boliviensis là một loài bướm đêm trong họ Crambidae.